# IC 2894
IC 2894 ist eine Spiralgalaxie vom Hubble-Typ Sbc im Sternbild Löwe an der Ekliptik. Sie ist schätzungsweise 912 Millionen Lichtjahre von der Milchstraße entfernt.
Das Objekt wurde am 27. März 1906 von Max Wolf entdeckt.